# دنی جیگلیوتی
دنی جیگلیوتی (انگلیسی: Denny Gigliotti؛ زادهٔ ۲۰ ژوئیهٔ ۱۹۹۱) بازیکن فوتبال اهل ایتالیا است.